# Campiglossa luxorientis
Campiglossa luxorientis är en tvåvingeart som först beskrevs av Erich Martin Hering 1940.  Campiglossa luxorientis ingår i släktet Campiglossa och familjen borrflugor. Inga underarter finns listade.